# Podobje
Podobje (nemško Pernach) je naselje v Občini Teholica v Okraju Celovec-dežela na Koroškem v Avstriji.